# Heerstraße (Berlin)
Die Heerstraße verläuft im Westen Berlins vom Theodor-Heuss-Platz bis zur westlichen Stadtgrenze im Spandauer Ortsteil Staaken. Auf ihrer gesamten Länge ist sie Teil der Bundesstraße 5; vom Theodor-Heuss-Platz bis zur Wilhelmstraße ist sie zugleich die Bundesstraße 2. Sie ist mit über zehn Kilometern Länge eine der längsten Straßen in Berlin und eine wichtige Ein- und Ausfallstraße.

## Geschichte

### Planung und Bau
Die Straße wurde 1874 als Chaussee von Charlottenburg nach Pichelsberg angelegt. Sie diente als Aufmarschstraße zum Truppenübungsplatz Döberitz, auf dem – an Stelle des bisherigen Übungsplatzes auf dem Tempelhofer Feld – die Paraden der Garderegimenter abgehalten wurden. 1911 wurde sie feierlich in Anwesenheit Kaiser Wilhelm II. als Döberitzer Heerstraße dem Verkehr übergeben. Sie war ab 1903 in Teilabschnitten ausgebaut worden. Dies stand in Zusammenhang mit dem Ausbau einer breiten Repräsentationsstraße, die bereits am Berliner Schloss begann und bisher vom Boulevard Unter den Linden aus am Knie abknickte und zum Schloss Charlottenburg führte. Nunmehr erfolgte die geradlinige Verlängerung über Bismarckstraße und Kaiserdamm mit einer leichten Schwenkung am späteren Scholzplatz. 1920 wurde der Name auf Heerstraße gekürzt.

### Heutiger Zustand
Bis zum 24. Januar 1966 verkehrten auf der Heerstraße Straßenbahnen. Die ehemalige Straßenbahntrasse ist heute auf der nördlichen Seite der Heerstraße zwischen Theodor-Heuss-Platz und Stößenseebrücke als Grünstreifen erhalten. In diesem Bereich befindet sich auf der südlichen Seite ebenso ein etwas schmalerer Grünstreifen. Jenseits beider Streifen befindet sich jeweils eine zweistreifige Parallelstraße, die vor allem zum Parken der Anlieger und von Radfahrern genutzt wird. Die Heerstraße selbst ist hier als fünfstreifige Kraftfahrstraße ausgewiesen. Ab der Stößenseebrücke befindet sich beidseitig ein Radweg. Ab der Pichelsdorfer Straße ist die Heerstraße dann vierstreifig, wobei sich bis zur Gatower Straße wieder beidseitig jeweils eine zweistreifige Parallelstraße zum Parken und für den Anliegerverkehr befindet.
Zwischen Theodor-Heuss-Platz und Pichelsdorfer Straße befindet sich ein Ampel- und Verkehrsleitsystem, das die Verkehrsströme durch die Anzeige der optimalen Fahrgeschwindigkeit lenkt und eine Grüne Welle ermöglicht. Über diese Anlage lässt sich auch die mittlere Spur der Heerstraße bei Bedarf öffnen oder sperren (beispielsweise um den Berufsverkehr oder den Veranstaltungsverkehr des Olympiastadions oder der Waldbühne zu leiten).

### Gutsbezirk Heerstraße (1914–1920)
Die Heerstraße war namensgebend für den Gutsbezirk Heerstraße, der 1914 im Landkreis Teltow aus dem nördlichen Teil des bereits existierenden Gutsbezirkes Grunewald-Forst neu gebildet wurde. Der Gutsbezirk Heerstraße umfasste die Wohngebiete beiderseits der Heerstraße zwischen der Stößenseebrücke und dem Bahnhof Heerstraße sowie das heutige Olympiagelände und Ruhleben. Er wurde 1920 mit seinen damals 773 Einwohnern in das neugeschaffene Groß-Berlin eingegliedert und ging in den damaligen Bezirken Charlottenburg und Spandau auf.

## Verlauf

### Theodor-Heuss-Platz bis S-Bahnhof Heerstraße
Die Heerstraße beginnt am Theodor-Heuss-Platz im Ortsteil Westend des Bezirks Charlottenburg-Wilmersdorf, in dessen unmittelbarer Nähe sich das Messegelände der Messe Berlin GmbH mit dem Funkturm, das Haus des Rundfunks und das Internationale Congress Centrum (ICC) sowie der Zentrale Omnibus-Bahnhof (ZOB) befinden.
In Ost-West-Richtung verläuft sie durch dicht bebautes Gebiet bis zum S-Bahnhof Heerstraße, an dem sie die Spandauer Vorortbahn kreuzt. Bis zum 30. März 1950 hieß dieser Teil der Heerstraße noch Kaiserdamm. Auf der Nordseite befindet sich das denkmalgeschützte Bürogebäude Heerstraße 12–16, das 1938–1941 unter anderem für die Reichsjugendführung der Hitlerjugend errichtet wurde. Hinter dem Bahnhof zweigt links die Teufelsseestraße ab, die später Teufelsseechaussee heißt und zum Teufelssee sowie zum – aus Trümmerschutt des Zweiten Weltkriegs aufgeschütteten – zweithöchsten Berg Berlins, dem Teufelsberg, führt.

### S-Bahnhof Heerstraße bis Scholzplatz

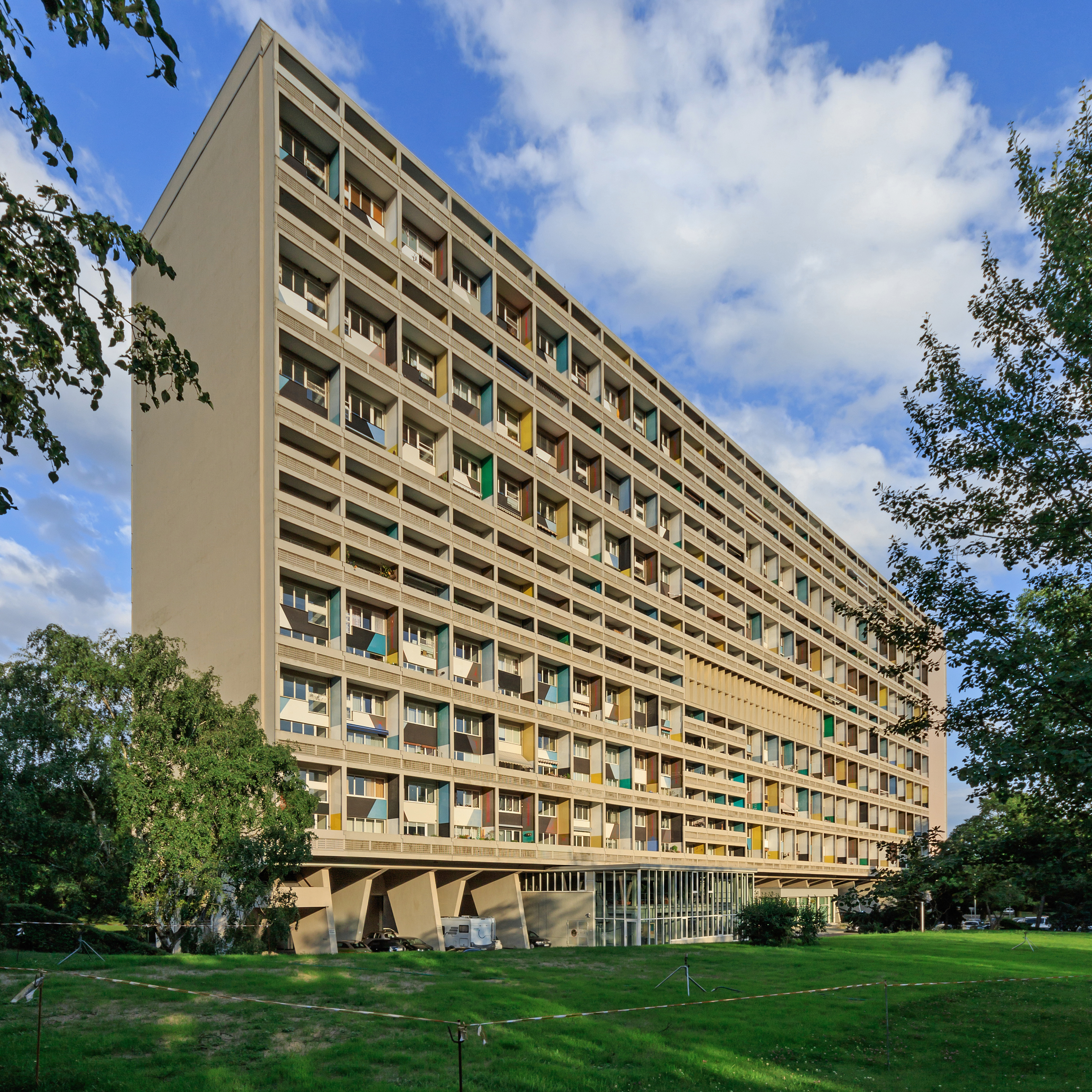
Das Corbusierhaus (1956–1959) in der Nähe der Heerstraße

Danach verläuft sie durch lockere Bebauung südlich des „Georg-Kolbe-Hains“ und des Olympiastadions und passiert danach die Häuser der ehemaligen Britischen Streitkräfte in Berlin. Das Gebiet gehörte während des Besatzungsstatuts bis zur deutschen Wiedervereinigung zum Britischen Sektor. Südlich der Heerstraße beginnt der bis nach Wannsee reichende Grunewald und auch neben der Straße belegen zahlreiche Kiefern die Nähe zum Wald.
An der Glockenturmstraße 18 wurde 1992 in 800 m Tiefe eines der größten unterirdischen Erdgaslager Europas mit einem Fassungsvermögen von sechs Millionen Kubikmetern in Betrieb genommen. Die Kapazität reicht für die Versorgung der Berliner Haushalte für etwa ein Jahr aus. In der Nähe befindet sich die Waldbühne, ein Veranstaltungsort für 22.000 Zuschauer.

### Scholzplatz bis Pichelsdorfer Straße

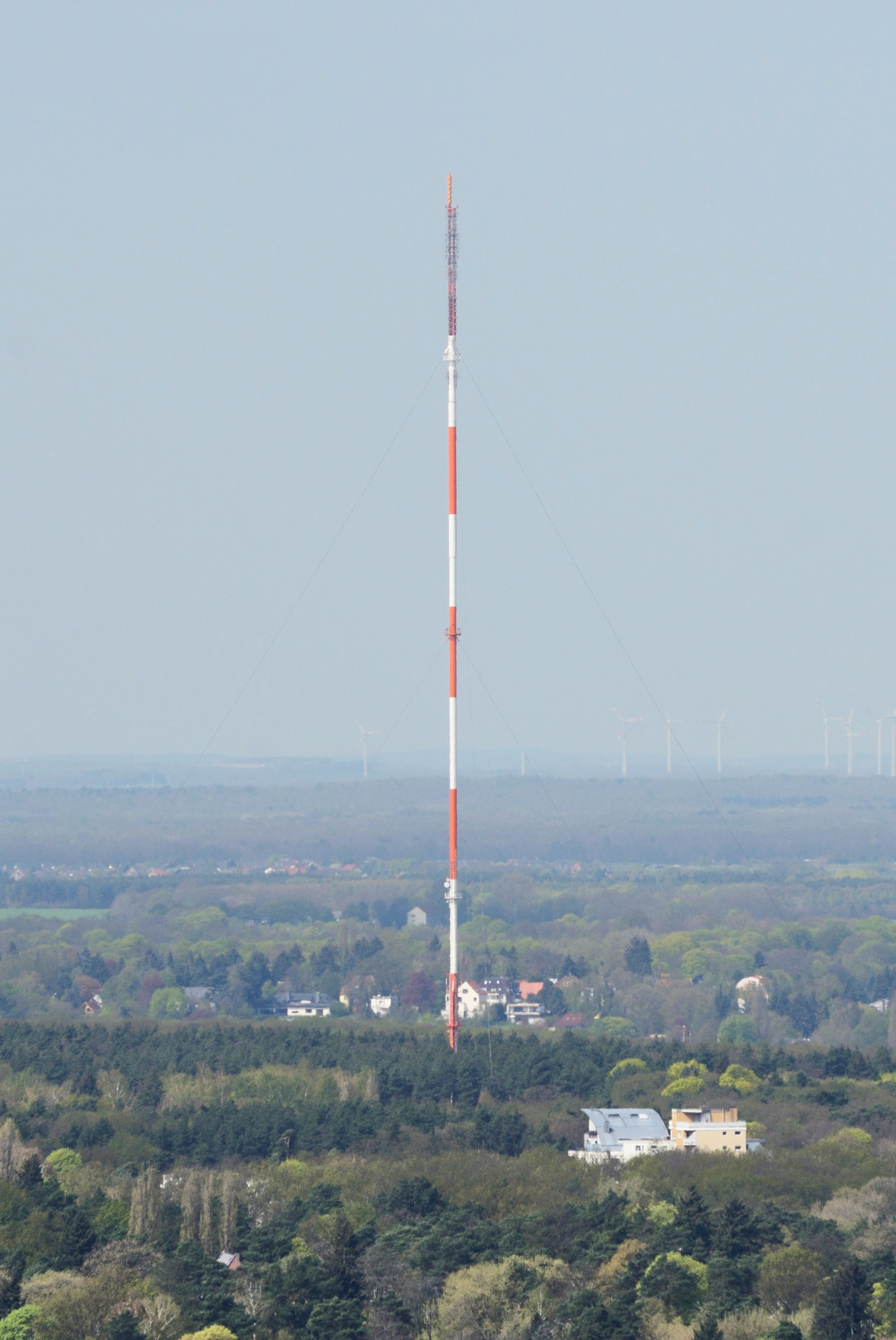
Der 1963 errichtete Sendemast Scholzplatz

In der Ortslage Pichelsberg knickt die Heerstraße am Scholzplatz stadtauswärts betrachtet leicht nach rechts ab in westnordwestliche Richtung. Auf der rechten Seite liegt die Hochhaussiedlung Belvedere an der Angerburger Allee. Auf der linken Seite befinden sich der Britische Soldatenfriedhof (Berlin War Cemetery) und der Jüdische Friedhof Heerstraße, auf dem unter anderen Hans Rosenthal und Heinz Galinski begraben sind. Hinter dem Friedhof steht der rund 230 m hohe Sendemast Scholzplatz des RBB. Weiter westlich überquert die Heerstraße die Stößenseebrücke, unter der die Havelchaussee und ein Ausläufer des Stößensees verlaufen. Dort wird der Bezirk Spandau im Ortsteil Wilhelmstadt erreicht und an der 800 m dahinter liegenden Freybrücke die – in diesem Bereich kanalisierte – Havel überquert. In der Ortslage Pichelsdorf bietet sich ein wechselndes Bild zwischen lockerer und engerer Bebauung sowie der landschaftsgeschützte Grimnitzsee und die Anlage des Südparks.

### Pichelsdorfer Straße bis Stadtgrenze
Die stadtauswärts rechts abzweigende Pichelsdorfer Straße bildet die Verbindung zur Altstadt Spandau.
Hinter der Gatower Straße, an der sich auch ein wichtiger Verkehrsknotenpunkt für diverse Buslinien befindet, die u. a. bis in die City West fahren, liegt rechts der Omnibus-Betriebshof Spandau der BVG.

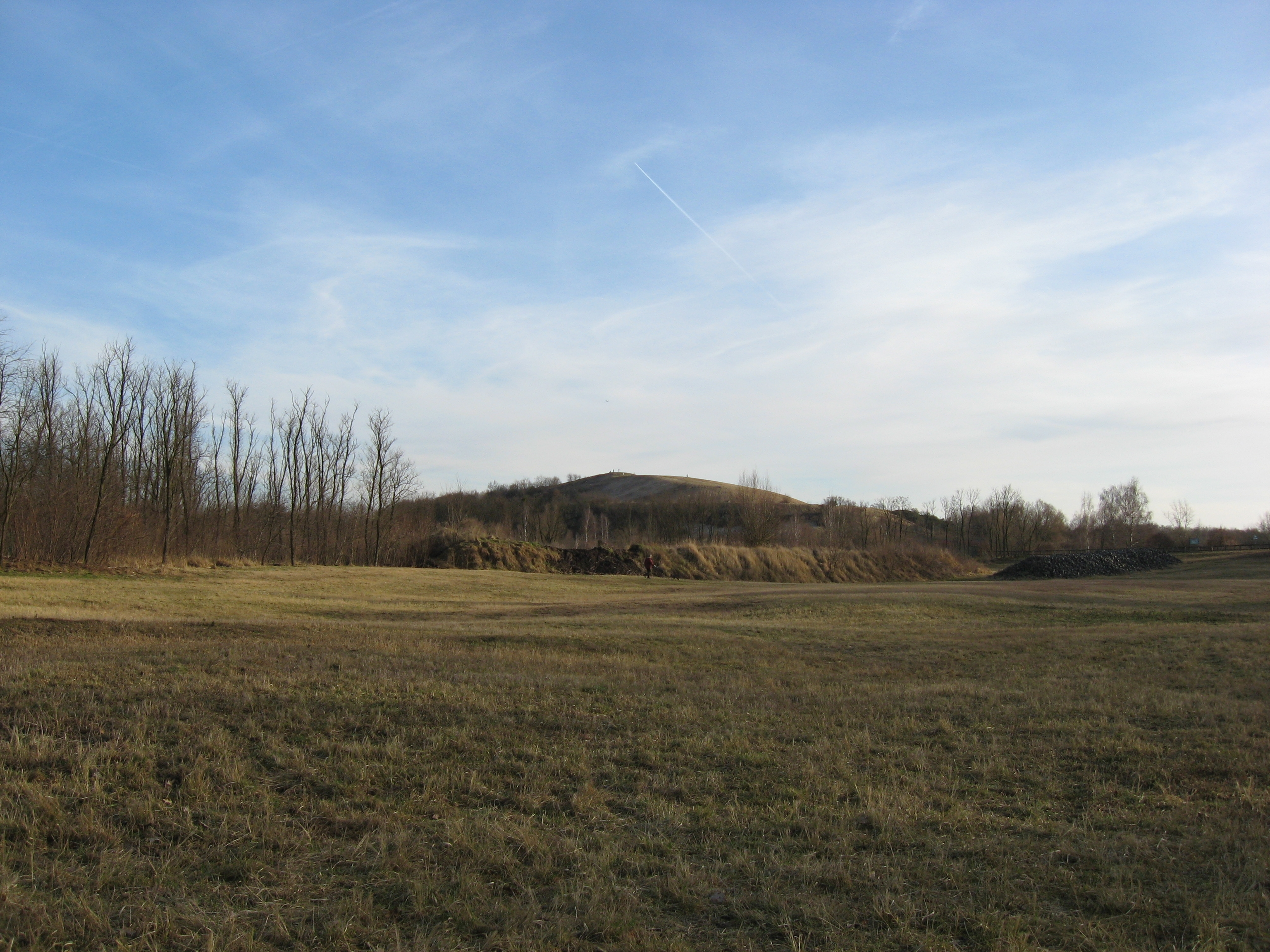
Neuer Hahneberg

An der dahinter liegenden Wilhelmstraße führt die Bundesstraße 2 nach links in südwestliche Richtung ab und bildet seit dem Mauerfall wieder eine wichtige Verbindung nach Potsdam. Die bis hierhin parallel verlaufende Bundesstraße 5 verläuft weiter auf der Heerstraße. An der nächsten – westlich gelegenen – Kreuzung mit der Sandstraße erreicht man dann Staaken. Im folgenden Verlauf durchquert die Heerstraße einige Neubaugebiete mit – gerade im Bereich der Großsiedlung Heerstraße Nord – unterschiedlichen Traufhöhen der Häuser, wie jene im Blasewitzer Ring und der Obstallee.
In Höhe Reimerweg eröffnet sich der Blick nach Richtung Süden zu einem aufgeschütteten Berg mit dem Namen ‚Hahneberg‘, auch ‚Neuer Hahneberg‘ genannt. Dieser Teil war in den frühen 1970er Jahren ein Schuttabladeplatz und nach der Begrünung ist er nunmehr ein Park. Den Namen ‚Hahneberg‘ hat der aufgeschüttete Berg von dem Alten Hahneberg (direkt westlich), der bis zum Mauerfall im Grenzgebiet der DDR lag. Auf diesem befindet sich auch das Fort Hahneberg.
Kurz vor der Berliner Stadtgrenze, nahe bei der Einmündung des Nennhauser Damms, durchschneidet die Heerstraße die Flachbausiedlung ‚Neu-Jerusalem‘ (erbaut 1923–1924 von Erwin Anton Gutkind im Stil des Neuen Bauens).

### Weiterer Verlauf
Die Heerstraße setzt sich als Bundesstraße 5 unter dem Namen ‚Hamburger Chaussee‘ im Bundesland Brandenburg fort. Sie führt in das Havelland, kreuzt den Berliner Autobahnring und verläuft über Hamburg bis zur dänischen Grenze.
Diese Strecke war vor dem Bau der Autobahn 24 (Berlin – Hamburg) von großer Wichtigkeit für die Verbindung auf dieser Transitstrecke, da sie die einzige Transitroute in Form einer Landstraße war. Dadurch konnte sie auch von Radfahrern zwischen West-Berlin und dem damaligen Bundesgebiet benutzt werden. Heute ist die Heerstraße eine von vielen Ein- und Ausfallstraßen, die die Berliner Innenstadt mit den westlichen Bezirken und dem brandenburgischen Umland, unter anderem mit dem Einkaufszentrum Havelpark in Dallgow-Döberitz und dem Factory-Outlet-Center in Elstal sowie mit der A 10 (Anschlussstelle 26 – Berlin-Spandau), verbinden.

## Radverkehr

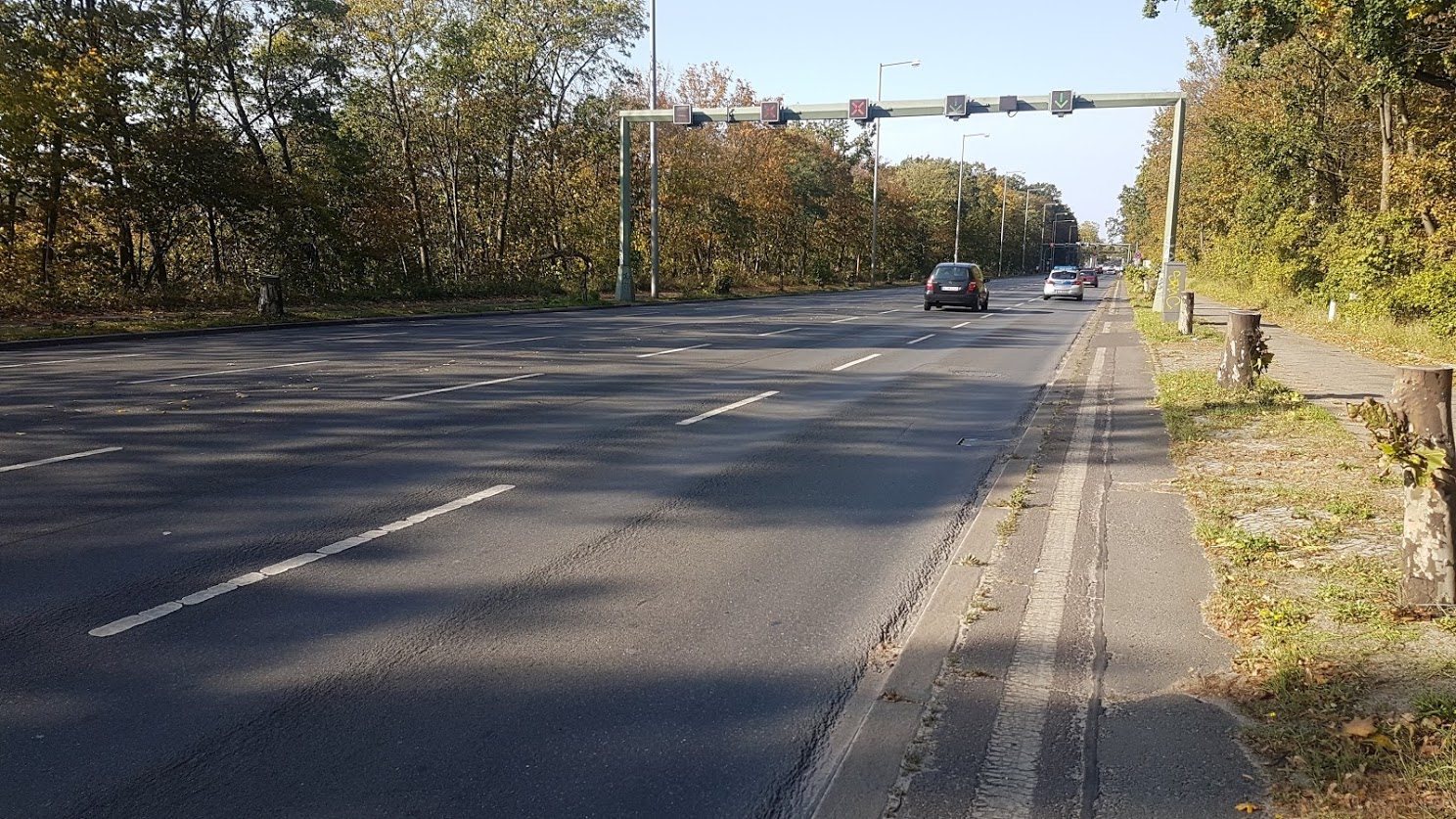
Der Radstreifen rechts der Fahrbahn mit der gefällten Baumreihe

In den 1970er Jahren wurde stadtauswärts ein schmaler Hochbord-Radweg neben einer Baumreihe eingerichtet, der im Laufe der Jahre zunehmend Schäden bekam. 2018 wurden 61 Bäume gefällt, um einen Radweg mit einer Breite von 1,60 m anzulegen. Nach der Fällung wurde das Bauvorhaben allerdings abgebrochen, da die Planungen nicht mehr den Vorgaben des Berliner Mobilitätsgesetzes entsprachen. Von der zuständigen Senatsverwaltung für Umwelt, Verkehr und Klimaschutz wurde die voreilige Baumfällung als Planungsfehler eingestanden.

## Sonstiges
Im westlichsten Teil der Heerstraße gab es eine Besonderheit. Der bis zur Bergstraße verlaufende Teil des Bezirks Spandau gehört zum Ortsteil Staaken, der bis dorthin nach der Teilung der Stadt zu West-Berlin gehörte. Der weiter zur Stadtgrenze führende westlich anschließende Abschnitt der Straße in Staaken („West-Staaken“) gehörte zur eigenständigen DDR-Gemeinde Staaken. Dieses Gebiet wurde nach der deutschen Wiedervereinigung wieder nach Spandau eingegliedert und bildet nun den Abschluss der Stadt. Dort endet auch die Heerstraße. Durch diese Gliederung befand sich auch die damalige Grenzübergangsstelle der Transitstrecke nach Hamburg mitten im heutigen Ortsteil Staaken.
Ursache für diese Grenzführung war ein Interessensgebietsaustausch, bei dem der westliche Teil Staakens gegen einen Teil der bis 1945 fast bis an die Havel reichenden Gemeinde Seeburg (insbesondere die Rieselfelder an der Gatower Heide) und einen Teil der Gemeinde Groß Glienicke (zur Arrondierung des über die Stadtgrenze reichenden Flugplatzes Gatow) getauscht wurden. Dadurch sicherten sich die britischen Alliierten einen ungehinderten Zugang zu dem von ihnen genutzten Flugplatz in ihrem Berliner Sektor und die Sowjets den Flugplatz Staaken.